# 1883 год в театре
1883 год в театре

## События
- В Риеке (ныне Хорватия) снесено здание Адамичева театра, построенного в 1805 году.

## Деятели театра

### Родились
- 8 января — Вяйнё Сола, финcкий театральный деятель, оперный певец (тенор), режиссёр, музыкальный педагог.
- 13 февраля — Евгений Багратионович Вахтангов, российский и советский актёр и режиссёр.
- 20 марта — Эрик Бюэ, норвежский оперный певец.
- 3 октября — Ида Рубинштейн, балерина.
- 29 октября — Мария Каспаровна Яроцкая, российская и советская актриса театра и кино.
- 20 декабря — Владимир Яковлевич Хенкин, российский и советский актёр театра и кино, народный артист РСФСР (1946).
- 14 (26) декабря 1883 года — Фёдор Фёдорович Федоро́вский, русский советский театральный художник, главный художник ГАБТ, лауреат пяти Сталинских премий.

### Скончались
- 3 сентября — Иван Сергеевич Тургенев, российский писатель и драматург.